# 珀魯 (堪薩斯州)
珀魯（Peru）為美国堪薩斯州學托擴縣轄下的城市。根據2010年美國人口普查，此城市人口有139人。

## 歷史
珀魯設立於1870年。此城市的名字由公司總裁E·R·卡特勒（E. R. Cutler）以他位在伊利諾伊州的故鄉珀魯來命名。

## 地理
珀魯坐落於北緯37度4分53秒、西經96度5分47秒（亦可表示為37.081299, -96.096277）處。根據美国人口调查局的資料，此城市總面積為0.83平方（0.32平方英里），全境皆為陸地。

## 人口統計
| 调查年                | 人口 | 备注  | %±     |
| --------------------- | ---- | ----- | ------ |
| 1880                  | 135  |       | —      |
| 1910                  | 575  |       | —      |
| 1920                  | 570  |       | −0.9%  |
| 1930                  | 628  |       | 10.2%  |
| 1940                  | 487  |       | −22.5% |
| 1950                  | 368  |       | −24.4% |
| 1960                  | 340  |       | −7.6%  |
| 1970                  | 289  |       | −15.0% |
| 1980                  | 286  |       | −1.0%  |
| 1990                  | 206  |       | −28.0% |
| 2000                  | 183  |       | −11.2% |
| 2010                  | 139  |       | −24.0% |
| 2014年估计            | 133  | [ 9 ] | −4.3%  |
| U.S. Decennial Census |      |       |        |

### 2010年普查
據2010年的人口普查，此城市人口有139人，戶數67戶，36個家庭。人口密度為167.7人/每平方公里（434.4人/每平方英里）。此城市有99棟住宅，平均每平方公里有119.5棟住宅。此城市居民之種族中，白人佔82.0%，美洲原住民佔8.6%，其他種族佔0.7%，混血種族則佔8.6%。而西班牙裔或拉丁裔美國人佔此城市人口的3.6%。
此城市之戶籍數計有67戶。其中擁有18歲以下孩童的住戶佔19.4%；已婚夫婦且同居的住戶佔47.8%，住戶為未婚女性者佔3.0%；住戶為未婚男性者佔3.0%；住戶並非一個家庭的佔46.3%。獨居住戶佔全戶之43.3%，其中住戶為65歲或以上之獨居老人佔6%。每戶住戶平均成員人數為2.07人，每個家庭平均成員人數則是2.81人。
此城市居民之年齡中位數為49.3歲。以年齡層分類，年齡低於18歲者佔16.5%；年齡介在18歲至24歲之間者佔11.6%；年齡介在25歲至44歲之間者佔14.4%；年齡介在45歲至64歲之間者佔35.3%；年齡高於65歲者佔22.3%。男性佔全市人口之54.7%，女性則佔全市人口之45.3%。

### 2000年普查
據2000年人口普查，此城市人口有183人，戶數87戶，50個家庭。人口密度為185.9人/每平方公里（485.3人/每平方英里）。此城市有101棟住宅，平均每平方公里有102.6棟住宅。此城市居民之種族中，白人佔92.35%，非裔美國人佔1.64%，美洲原住民佔4.37%、混血種族則佔1.64%。
此城市之戶籍數計有87戶，其中擁有18歲以下孩童的住戶佔23.0%；已婚夫婦且同居的住戶佔39.1%，住戶為未婚女性者佔9.2%；住戶並非一個家庭的佔42.5%。獨居住戶佔全戶之40.2%，其中住戶為65歲或以上之獨居老人佔21.8%。每戶住戶平均成員人數為2.10人，每個家庭平均成員人數則是2.78人。
以年齡層分類，年齡低於18歲者佔23.0%；年齡介在18歲至24歲之間者佔4.9%；年齡介在25歲至44歲之間者佔24.6%；年齡介在45歲至64歲之間者佔24.6%；年齡高於65歲者佔23.0%。此城市居民之年齡中位數為42歲。性別比方面，每100名女性所對應的男性數為90.6名，如只計算18歲或以上的居民，則是每100名女性所對應的男性數為101.4名。
此城市每戶平均收入為25,208美元，每個家庭平均收入為31,875美元。男性平均收入15,625美元；女性平均收入12,143美元。此城市人均收入為13,810美元。此城市約有6.4%的家庭以及11.9%的居民低於貧窮門檻，其中18歲以下者占13.3%，65歲以上者佔8.3%。

## 交通
- 166號美國國道

## 知名人物
- 瑪德琳·李·潘恩·鄧納姆（1922年－2008年），美國第44任總統的外祖母，出生於堪薩斯州珀魯。她於2008年11月2日過世，正是她孫子當選為美國總統的前兩天。

## 外部連結
城市
- 珀魯—公職人員名錄

學校
- USD 286 （页面存档备份，存于），所在學區

地圖
- 珀魯市地圖 （页面存档备份，存于），堪薩斯州運輸部